# Prémio NAS para a Aplicação Industrial da Ciência
P Prémio NAS para a Aplicação Industrial da Ciência (em inglês:  NAS Award for the Industrial Application of Science), é um prémio concedido pela National Academy of Sciences.
Este galardão premaia o trabalho científico original de importância científica intrínseca e com aplicações significativas e benéficas na indústria.

## Laureados[1]
- 1990 - Carl Djerassi
- 1993 - Nick Holonyak
- 1996 - John H. Sinfelt
- 1999 - Ralph F. Hirschmann
- 2002 - J. Craig Venter
- 2005 - Philip Needleman
- 2008 - Robert T. Fraley
- 2011 - H. Boyd Woodruff
- 2014 - James C. Liao
- 2017 - Robert H. Dennard